# Csathó Kálmán
Csíkdelnei Csathó Kálmán Jenő (Budapest, 1881. október 13. – Budapest, 1964. február 4.) magyar író, színházi rendező, a Magyar Tudományos Akadémia levelező tagja. Felesége Aczél Ilona színésznő volt.

## Életútja
A nemesi származású csíkdelnei Csathó család sarja. Apja, csíkdelnei Csathó Ferenc (1845–1928) valóságos belső titkos tanácsos, a budapesti királyi ítélőtábla elnöke, a Ferenc József-rend nagykeresztese, anyja, nemes Pallay Etelka (1847–1929) volt. Apai nagyszülei csíkdelnei Csathó Gábor (1802–1869), nagyváradi polgár, és Szilágyi Mária (1811–1873) voltak. Anyai nagyszülei nemes Pallay János (1817–1879), Bihar vármegye tiszti főügyésze, gyulai királyi közjegyző, és gyulafalvi Bulyovszky Mária (1819–1901) voltak. Féltestvére, csíkdelnei Csathó Gabriella, hegyeshalmi Halászy Jenő (1856–1918) földbirtokosnak a neje volt, aki Csathó Ferenc első nejétől, Szikszay Jeanette-től (1846–1879) született.
Jogi egyetemet végzett Budapesten, majd Berlinben színházi tanulmányokat folytatott. 1906-ban, amikor visszatért Magyarországra, tisztviselőként dolgozott a kultuszminisztériumban. Párizsba ment tanulmányútra állami ösztöndíjjal, majd 1909-től Budapesten a Nemzeti Színháznál dolgozott először mint rendező, majd 1919-től mint főrendező. 1911. június 19-én, Budapesten, az Erzsébetvárosban kötött házasságot Aczél Ilona színésznővel. 1936-tól a Kisfaludy Társaság másodelnöke. 1940-ben a Magyar Színház és az Andrássy úti Színház igazgatója lett. A Magyar Tudományos Akadémia levelező tagja volt 1933–1949 között, tagságát 1989-ben posztumusz állították vissza.
Sírja a Farkasréti temetőben található (46/7. parcella, 1-46).

## Művei
Regényei
- Te csak pipálj Ladányi: Egy úri penzió története. Budapest: Singer és Wolfner. 1916.
- A varjú a toronyórán. Budapest: Singer és Wolfner. 1916.
- Most kél a nap. Budapest: Singer és Wolfner. 1917.
- Blanche, avagy A szegény rokon: Családi történet. Budapest: Singer és Wolfner. 1918.
- Pókháló. Budapest: Singer és Wolfner. 1920.
- Mikor az öregek fiatalok voltak. Budapest: Singer és Wolfner. 1921.
- A kék táska. Budapest: Singer és Wolfner. 1922.
- Földiekkel játszó égi tünemény. Budapest: Singer és Wolfner. 1924.
- Leányok, anyák, nagyanyák I: Leányok. Budapest: Singer és Wolfner. 1927.
- Leányok, anyák, nagyanyák II: Asszony a bakon. Budapest: Singer és Wolfner. 1927.
- Leányok, anyák, nagyanyák III: Mindhalálig. Budapest: Singer és Wolfner. 1928.
- Felhők lovagja. Budapest: Singer és Wolfner. 1929.
- Az órák ütni kezdtek. Budapest: Singer és Wolfner. 1930.
- A Katalin-fürdő. Budapest: Singer és Wolfner. 1930.
- Első osztályon. Budapest: Singer és Wolfner. 1932.
- Maskara. Budapest: Singer és Wolfner. 1933.
- Kluger és társa. Budapest: Singer és Wolfner. 1933.
- A Szép Juhászné. Budapest: Singer és Wolfner. 1936.
- Barátom, Bálint. Budapest: Singer és Wolfner. 1938.  = Új Idők Könyvtára,  10.
- Szita-utca 25. Budapest: Singer és Wolfner. 1940.
- Családfa. Budapest: Singer és Wolfner. 1943.
- Linának szerencséje akadt. Budapest: Új Idők. 1944.

Elbeszéléskötetei
- A nők titka. Budapest: Singer és Wolfner. 1917.
- Ibolyka: Egy pesti kis leány kalandjai. Budapest: Singer és Wolfner. 1917.
- Juliska néni. Budapest: Singer és Wolfner. 1918.
- Miért nem ment hozzá nagymama nagyapához? Budapest: Singer és Wolfner. 1927.
- Leányos ház 1931-ben. Budapest: Singer és Wolfner. 1931.
- Ezernyolcszázhuszonöt. Budapest: Singer és Wolfner. 1937.  = Szép Könyvek,  2.
- Vadászzsákmány: Ha a vadász ír, az író meg vadászik. Budapest: Singer és Wolfner. 1940.
- Divat! – Nem divat! Budapest: Singer és Wolfner. 1942.
- Keresztapámék. Budapest: Új Idők. 1944.

Visszaemlékezései
- Ilyeneknek láttam őket: Régi nemzeti színházi arcképalbum. Budapest: Magvető. 1957.
- A régi Nemzeti Színház. Budapest: Magvető. 1960.
- Tavasztól tavaszig: Egy író vadászemlékei. Budapest: Szépirodalmi. 1962.
- Írótársak között: Irodalmi és színházi emlékek. Budapest: Szépirodalmi. 1965.
- Izzó levegőben: Emlékek a régi Nemzeti Színházról. Szerk. Gajdó Tamás. Budapest: Palatinus. 2006.

Színdarabjai
- Az új rokon (1922)
- A házasságok az égben köttetnek. Budapest: Singer és Wolfner. 1928.  = Milliók Könyve,  162.
- Mi van a kulisszák mögött (1926)
- Te csak pipálj, Ladányi (1927) – Vojnits-jutalommal elismert mű.
- Matyika színésznő szeretne lenni (1929)
- Az én leányom nem olyan. Budapest: Singer és Wolfner. 1936.
- Fűszer és csemege (1938). – Vojnits-jutalommal elismert mű.
- Lilla

Idegen nyelvre lefordított művei
- Te csak pipálj Ladányi (1916)
  - Olaszul: Pensa solo alla tua pipa, Ladányi! Trad. di Franco Vellani-Dionisi. Milano: Corbaccio. 1929.  = Hungaria – Collezione di Opere Magiare,  3. 
  - Lengyelül: Wytworny pensjonat. Przekl. Stelli Olgierd. Warszawa: Wspólczesne. 1931.
- A varjú a toronyórán (1916)
  - Németül: Koloman von Csathó: Die Krähe auf der Kirchturmuhr. Deutsch von Gitta Heinig. Leipzig: Payne. 1938.  
  - Törökül: K. Csatho: Kule saatindeki kuzgun. Çeviren Sami N. Özerdim. Ankara: Milli Eğitim Basimevi. 1950.  = Macar Klâsikleri,  15.
- A kék táska (1922)
  - Németül: Koloman Csathó: Alte Liebe rostet doch. Übertr. von J. P. Tóth. Hamburg: műfordítói kiadás. 1924.  
  - Olaszul: Il cielo non è sempre grigio. Firenze: Salani. 1955.  = Biblioteca delle Signorine,  110.
- Első osztályon (1932)
  - Németül: Kálmán von Csathó: Erster Klasse. Übers. von Roosz. Zürich: Scientia. 1943.

## Film
- „Fűszer és csemege” címmel készült (1939) az a hangosfilm, amely közvetlenül bemutatója után nézőszámrekordot döntött és újat állított fel.

„Lévai film Bemutató: 1940. január 29. Décsi Filmszínház, Budapest, VI. Teréz krt. 30. A legmodernebb magyar mozi. Írta: Csathó Kálmán Zene és versek: Kemény Egon Rendezte: Ráthonyi Ákos Főszereplők: Somlay Artur, Vizváry Mariska, Szörényi Éva, Jávor Pál, Dénes György, Hidvéghy Valéria, Petheő Attila, Bihary József, Földényi László Operatőr: Vass Károly Díszlet: Kokas Klára”

A film Csathó Kálmán nagy sikerű regényének megfilmesített változata, ezt megelőzően a Vígszínház mutatta be.